# Kreiz Breizh Elites femenina
La Kreiz Breizh Elites femenina (oficialmente: Tour de Belle Isle en Terre-Kreiz) es una carrera ciclista profesional femenina de un día francesa que se disputa anualmente al final del mes de julio en la zona de Kreiz Breizh. Es la versión femenina de la carrera del mismo nombre.
La primera edición se corrió el 26 de julio de 2018 haciendo parte del Calendario UCI Femenino como carrera de categoría 1.2. y fue ganada por la ciclista británica Danielle Christmas. En 2019, la carrera se amplió a dos días y su categoría pasó a ser 2.2.

## Palmarés
| Año  | Ganador               | Segundo           | Tercero               |           |
| ---- | --------------------- | ----------------- | --------------------- | --------- |
| 2018 | Danielle Christmas    | Maëlle Grossetête | Sofie De Vuyst        |           |
| 2019 | Teniel Campbell       | Anna Henderson    | Ingvild Gåskjenn      |           |
| 2020 | cancelada             | cancelada         | cancelada             | cancelada |
| 2021 | Anna Henderson        | Floortje Mackaij  | Anouska Helena Koster |           |
| 2022 | Emma Norsgaard        | Silvia Persico    | Marie Le Net          |           |
| 2023 | Giorgia Vettorello    | Quinty Schoens    | Barbara Malcotti      |           |
| 2024 | Anouska Helena Koster | Alice Wood        | Marta Jaskulska       |           |
| 2025 |                       |                   |                       |           |

## Palmarés por países
| País              | Victorias |
| ----------------- | --------- |
| Reino Unido       | 2         |
| Trinidad y Tobago | 1         |
| Dinamarca         | 1         |
| Italia            | 1         |
| Países Bajos      | 1         |